# Oh... Rosalinda!!
Oh... Rosalinda!! es una película inglesa de 1955.
Se trata de una versión fílmica de la opereta "Die Fledermaus", ambientada en la Viena de posguerra. Cada uno de los tres protagonistas representa a una de las tres fuerzas de ocupación.
- Datos: Q3429874